# Lamprologus werneri
 Lamprologus werneri  ist eine afrikanische Buntbarschart, die im westlichen Kongobecken im Pool Malebo und in den flussabwärts folgenden Stromschnellen des Kongo vorkommt.

## Beschreibung
Lamprologus werneri hat einen langgestreckten, grazilen Körper, dessen Höhe bei 17 bis 20,5 % der Standardlänge liegt. Männchen erreichen eine Standardlänge von 9 cm, Weibchen bleiben mit knapp 6 cm deutlich kleiner. Die Kopflänge liegt bei etwa 30 % der Standardlänge. Die Fische sind grau mit einem violetten Schimmer. Auf den Flanken zeigen sich fünf oder sechs dunkle Querbalken. Rücken- und Afterflosse sind vorne dunkel und hinten hellgrau. Die Schwanzflosse ist manchmal ebenfalls dunkel pigmentiert. Schwanzflosse und der weichstrahlige Abschnitt der Rückenflosse sind mit Längsreihen weißer Punkte gemustert. Die Zähne in beiden Kiefern sind einspitzig und scharf. Ganz vorne an der Symphyse befinden sich acht stark vergrößerte Fangzähne. Die kleinen Zähne der inneren Zahnreihen sind in 5 bis 8 unregelmäßigen Reihen angeordnet. Auf dem ersten Kiemenbogen finden sich 8 oder 9 schmale Kiemenrechen. Lamprologus werneri hat 31 bis 33 Wirbel. Die Wangen sind schuppenlos, der Kiemendeckel ist teilweise beschuppt. Zum Bauch hin und nah der Rückenflosse werden die Schuppen immer kleiner. Rücken- und Afterflosse sind schuppenlos, die Schwanzflosse zum größten Teil beschuppt. Von allen anderen Lamprologus-Arten des Kongobeckens unterscheidet sich Lamprologus werneri durch 15 Rumpfwirbel, alle anderen haben 14 oder in seltenen Fällen nur 13. Der Darm ist kurz und seine Länge beträgt etwa 55 % der Standardlänge. Bei Magen- und Darmuntersuchungen fand man dort Überreste von Insekten und Fischschuppen.
- Flossenformel: Dorsale XVIII–XX/7–9, Anale V–VII/5–7, Caudale 14.
- Schuppenformel: 34–37 (SL).

Lamprologus werneri ist ein Höhlenbrüter und aggressiv gegenüber Artgenossen, die Männchen sind polygam.